# チーム・ヴァラー
チーム・ヴァラー (Team Valor) は、アメリカ合衆国の投資シンジケートである。正式名称はチームヴァラーインターナショナル。世界各国の競走馬を買収し馬主となっている。代表者はバリー・アーウィン。

## おもな所有馬
- ザデピュティ / The Deputy（ゲイリー・バーバーと共有、2000年サンタアニタダービー）
- インリンデスセンス / Irridescence （2006年クイーンエリザベス2世カップ(香港)）- 南アフリカ調教馬
- ベクラックス / Becrux（ゲイリー・バーバーと共有）
- スターオブコジーン / Star of Cozzene（1993年アーリントンミリオンステークス、マンノウォーステークス）
- アニマルキングダム / Animal Kingdom（2011年ケンタッキーダービー、2013年ドバイワールドカップ）[1]
- イピトンベ / Ipi Tombe（2003年ドバイデューティーフリー、ウィンスターファーム等の馬主グループが共有[2]）